# Филлипс, Мэдди
Мэделин Рэйчел Филлипс  (англ. Madeleine Rachel Phillips;род. 6 сентября 1994, Ванкувер, Британская Колумбия) — канадская актриса, сыгравшая Рандина в «Войнах призраков», Девона Д’Марко в «Проекте Мак2», Стерлинга Уэсли в молодёжном комедийно-драматическом телесериале Netflix 2020 года «Подростковые охотники за головами» и Кейт Данлэп в супергеройском сериале Gen V на Amazon Prime.

## Личная жизнь
Мэдди Филлипс родилась в Ванкувере, Британская Колумбия, Канада, в семье американца и алжирки из Лондона. С актёрской карьерой она определилась в шесть лет. Семья Филлипс переехала в Перт, Австралия, в возрасте 10 лет.  Она посещала школу Объединённой церкви только для девочек при колледже Пенрос в Перте.

## Карьера
Дебютное появление Филлипса на экране состоялось в фильме 2013 года «Если бы у меня были крылья». В 2014 году она сыграла главную роль в короткометражном фильме «Антуанетта». В 2016 году Филлипс снялась в роли Шугар в короткометражном фильме «Площадь Победы».
В 2015 году она снялась в эпизоде сериала «Сверхъестественное» Первой повторяющейся ролью Филлипса стала роль Девона Д’Марко в телесериале Netflix Project Mc2 в 2017 году; В том же году она сыграла девушку Алекс в двух эпизодах первого сезона телесериала «В путь» и снялась в роли Кассандры в псевдодокументальном короткометражном фильме «Сосед по комнате», который был показан на Международном канадском фестивале комедийных фильмов.
В 2018 году Филлипс получила повторяющуюся роль Рандина в пяти эпизодах «Войн призраков». Она появилась в роли Кита в двух эпизодах фантастического драматического телесериала ужасов Syfy «Ван Хельсинг» 2018 году. В том же году она снялась в другом эпизоде сериала «"Сверхъестественное» и появилась в роли эльфа из супермаркета в рождественском телефильме «Сапоги Санты».
Филлипс получила главную роль Стерлинга Уэсли в подростковом комедийно-драматическом телесериале Netflix 2020 года «Подростковые охотники за головами» вместе с Анжеликой Бетт Феллини, которая играет её сестру-близнеца. В 2022 году она снялась в спин-оффе Amazon Original сериала «Пацаны» под названием Gen V.

## Фильмография
| Год          |     | Русское название                                             | Оригинальное название                             | Роль                            |
| ------------ | --- | ------------------------------------------------------------ | ------------------------------------------------- | ------------------------------- |
| 2013         | ф   | Будь у меня крылья                                           | If I Had Wings                                    | Эми                             |
| 2014         | кор | Учитель актерского мастерства                                | The Acting Teacher                                | плаксивая актриса               |
| 2014         | кор | Антуанетта                                                   | Antoinette                                        | Антуанетта                      |
| 2014         | ф   | Найтвинг: Блудный сын                                        | Nightwing: Prodigal                               | Харли Квинн                     |
| 2015         | с   | Бэкстром                                                     | Backstrom                                         | Лейси Сиддон                    |
| 2015         | с   | Я — зомби                                                    | iZombie                                           | похищенная девушка              |
| 2015         | тф  | Пропавшее письмо: Из Парижа с любовью                        | Signed, Sealed, Delivered: From Paris with Love   | стажер                          |
| 2015         | тф  | Подписано, запечатано, доставлено: Честно и откровенно       | Signed, Sealed, Delivered: Truth Be Told          | стажер                          |
| 2015—2018    | с   | Сверхъестественное                                           | Supernatural                                      | Джанет Новоселич / Харпер Сэйлз |
| 2016         | тф  | Тайна гаражной распродажи: Виновна пока не доказано обратное | Garage Sale Mystery: Guilty Until Proven Innocent | официантка                      |
| 2016         | с   | Люцифер                                                      | Lucifer                                           | официантка                      |
| 2016         | кор | Площадь Победы                                               | Victory Square                                    | Шугар                           |
| 2016         | ф   | Учитывая любовь и другую магию                               | Considering Love and Other Magic                  | Джесси                          |
| 2017         | с   | Легион                                                       | Legion                                            | плачющая девушка на свидание    |
| 2017         | тф  | История девушки                                              | The Roommate                                      | Корвет Келли                    |
| 2017         | с   | Проект Mc²                                                   | Project Mc2                                       | Девон Д'Марко                   |
| 2017         | тф  | Хозяйка дома                                                 | Woman of the House                                | Вайолет                         |
| 2017         | с   | В путь                                                       | Hit the Road                                      | Алекс                           |
| 2017         | кор | Соседки по комнате                                           | The Roommate                                      | Кассандра                       |
| 2017—2018    | с   | Призрачные войны                                             | Ghost Wars                                        | Рандин                          |
| 2018         | с   | Переправа                                                    | The Crossing                                      | Холли                           |
| 2018         | с   | Лоудермилк                                                   | Loudermilk                                        | бариста                         |
| 2018         | с   | Ван Хельсинг                                                 | Van Helsing                                       | Кит                             |
| 2018         | тф  | Сапожки Санты                                                | Santa's Boots                                     | Кара                            |
| 2019         | ф   | Два/один                                                     | Two/One                                           | ассистент по регистрации        |
| 2019         | тф  | Как дома                                                     | A Feeling of Home                                 | Джанет                          |
| 2019         | тф  | Для тебя, с любовью                                          | Made for You, with Love                           | Кэти                            |
| 2019         | с   | Объезд                                                       | The Detour                                        | Ксандер                         |
| 2019         | с   | Проводник                                                    | The InBetween                                     | секретарь                       |
| 2019         | тф  | Чирлидер под прикрытием                                      | Undercover Cheerleader                            | Кара                            |
| 2019         | ф   | История Золушки: Рождественское желание                      | A Cinderella Story: Christmas Wish                | Скайлер                         |
| 2020         | тф  | Тайна гаражной распродажи. Обыскано и изъято                 | Garage Sale Mystery: Searched & Seized            | Адель Холл                      |
| 2020         | кор | Общая ванная комната                                         | Shared Bath                                       | Джен                            |
| 2020         | с   | Молодые охотницы за головами                                 | Teenage Bounty Hunters                            | Стерлинг Уэсли                  |
| 2020         | ф   | Саммерленд                                                   | Summerland                                        | Стейси Фергюсон                 |
| 2021         | ф   | Четыре стены                                                 | Four Walls                                        | Джулия                          |
| 2023 — н. в. | с   | Поколение «Ви»                                               | Gen V                                             | Кейт Данлэп                     |
| 2024 — н. в. | с   | Пацаны                                                       | The Boys                                          | Кейт Данлэп                     |
|              | кор | Нет-нет                                                      | No-No                                             |                                 |
|              | с   | Гиперкомпенсация                                             | Overcompensating                                  | Джиджи                          |
|              | кор | Передний ряд                                                 | Front Range                                       | Лив                             |